# Hanns-Peter Herz
Hanns-Peter Herz (* 21. Juni 1927 in Berlin; † 1. September 2012) war ein deutscher Journalist, Politiker, Zeitzeuge und Träger des Verdienstordens des Landes Berlin.

## Leben
Fast sein gesamtes Leben verbrachte der Sohn eines bekannten Journalisten – sein Vater war Chefredakteur des RIAS und Sprecher des Berliner Oberbürgermeisters Arthur Werner – in der Hufeisensiedlung in Berlin-Britz. Zu seinen Spielkameraden zählte, obwohl er selbst jüdischen Glaubens war, auch der Sohn von Adolf Eichmann, der von 1934 bis 1938 in der benachbarten Siedlung am Krugpfuhl wohnte. Ernst Reuter war ein Freund seines Vaters. Mit Edzard Reuter hat er zusammen studiert.
Bis zu seinem Tod war Hanns-Peter Herz ein gefragter Zeitzeuge.

### Journalist
16 Jahre war Hanns-Peter Herz für den RIAS in verschiedenen Abteilungen (z. B. Politik) tätig (1950–1966). Er leitete unter anderem das innen- und das ostpolitische Ressort. In den Jahren 1985 bis 1995 war er Vorsitzender des DJV Berlin. Er war Ehrenmitglied des DJV Berlin.

### Politik
Hanns-Peter Herz war Mitglied der SPD. Im Jahr 1966 ging er in die Politik und war von 1966 bis 1973 Senatssprecher von Berlin. Anschließend war er bis zum Rücktritt von Klaus Schütz Staatssekretär und Leiter der Senatskanzlei Berlin. In den Jahren von 1977 bis 1980 war er Bezirksstadtrat für Soziales im Bezirksamt Neukölln von Berlin. Anschließend vom 2. Juli 1981 bis zum 17. April 1985 Bezirksstadtrat für Bauwesen und stellvertretender Bezirksbürgermeister im Bezirk Neukölln. Nach dem Ausscheiden aus dem Bezirksamt Neukölln übte er verschiedene ehrenamtliche Tätigkeiten aus.
Während seiner Zeit als Pressechef des Senats verfasste Herz für den damaligen Regierenden Bürgermeister von Berlin Heinrich Albertz folgende Erklärung zum Tode von Benno Ohnesorg:

„Die Geduld der Stadt ist am Ende. Einige Dutzend Demonstranten, darunter auch Studenten, haben sich das traurige Verdienst erworben, nicht nur einen Gast der Bundesrepublik Deutschland in der deutschen Hauptstadt beschimpft zu haben, sondern auf ihr Konto gehen auch ein Toter und zahlreiche Verletzte – Polizeibeamte und Demonstranten. Die Polizei, durch Rowdies provoziert, war gezwungen, scharf vorzugehen und von ihren Schlagstöcken Gebrauch zu machen. Ich sage ausdrücklich und mit Nachdruck, dass ich das Verhalten der Polizei billige und dass ich mich durch eigenen Augenschein davon überzeugt habe, dass sich die Polizei bis an die Grenzen der Zumutbarkeit zurückgehalten hat.“

Für die Angehörigen des Getöteten fand er auch in den Folgetagen kein Wort.

### Ehrenamtliche Funktionen
Hanns-Peter Herz war 30 Jahre lang Vorstandsvorsitzender der Stiftung Luftbrückendank und der Deutschen Multiple Sklerose Gesellschaft Berlin (seit 1982) und Vorstandsmitglied bei der Initiative Berlin-USA e. V.

### Ehrungen
- 1994: Verdienstorden des Landes Berlin
- Ehrenmitglied des DJV Berlin

## Veröffentlichungen
- Freie Deutsche Jugend, Juventa Verlag (1957)
- Jugend ohne Freiheit, Colloquium Verlag (1964)
- Jeunesse sans liberté, Colloquium Verlag (1966)
- Episoden eines bewegten Lebens, Edition Goldbeck-Löwe (2009), mit einem Vorwort von Horst Pillau

## Dokumentationen
- Adolf Eichmann – Begegnungen mit einem Mörder. Dokumentation des NDR in Koproduktion mit BBC, Discovery Channel und der Studio Hamburg Fernseh Allianz

## Hörspiel
- Das 2001 vom DeutschlandRadio Berlin (heute Deutschlandfunk Kultur) in der Regie von Helgard Haug und Daniel Wetzel von der Gruppe Rimini Protokoll produzierte Hörspiel Apparat Herz ist eine Originalton-Collage hauptsächlich aus den Telefonaten von Hanns-Peter Herz als federführendem Redakteur der Sondersendungen zu Passierscheinfragen im Rahmen des ersten Passierscheinabkommens. Enthalten ist auch ein eigens aufgenommener Kommentar von Herz aus dem Jahr 2001.[4][5] Das Hörspiel ist seit März 2022 wieder online abrufbar.